# Friedrich Bernstein (Verwaltungsjurist)
Christian Ludwig Friedrich Ernst Bernstein (* 12. Januar 1818 in der Richelsdorfer Hütte; † 20. Mai 1886 in Kassel) war ein deutscher Militär- und Verwaltungsbeamter.

## Leben
Friedrich Bernstein studierte Rechtswissenschaften an der Philipps-Universität Marburg. Er wurde Mitglied des Corps Guestphalia Marburg und gehörte 1838 zu den Stiftern des kurzlebigen Corps Rhenania Marburg. Nach dem Studium wurde er 1829 kurhessischer Justiz- und Verwaltungsbeamter. Von 1842 bis 1847 war er Referendar beim Kriminal-Senat des Obergerichts Fulda. Anschließend war er bis 1853 Garnisonsauditeur in Kassel. 1854 wurde er zum Polizeidirektor, dem höchsten Verwaltungsbeamten, des Kreises Kassel ernannt. Das Amt hatte er bis 1868 inne, wobei er seit der Annexion Kurhessens durch Preußen den Titel Landrat und Polizeidirektor trug. 1868 wurde er zum Landrat des Landkreises Frankenberg ernannt. 1875 wechselte er als Landrat in den Landkreis Witzenhausen, wo er bis 1884 im Amt blieb.

## Auszeichnungen
- Ernennung zum Geheimen Regierungsrat, 1884[2]